# Zatoka Nadziei
Zatoka Nadziei (ang. Hope Bay, hiszp. Bahía Hope, Bahía Esperanza) – zatoka na Morzu Weddella wcinająca się w północno-wschodnie wybrzeże Trinity Peninsula na północnym krańcu Półwyspu Antarktycznego.
Nad zatoką znajdują się dwie antarktyczne stacje badawcze: całoroczna stacja argentyńska – Base Esperanza i letnia stacja urugwajska – Ruperto Elichiribehety. 

## Geografia
Zatoka Nadziei leży na Morzu Weddella i wcina się w północny kraniec Półwyspu Antarktycznego – północno-wschodnie wybrzeże Trinity Peninsula – między Sheppard Point a Stone Point . Ma ok. 5 km długości i 3 km szerokości. Zatoka otwiera się na cieśninę Antarctic Sound.

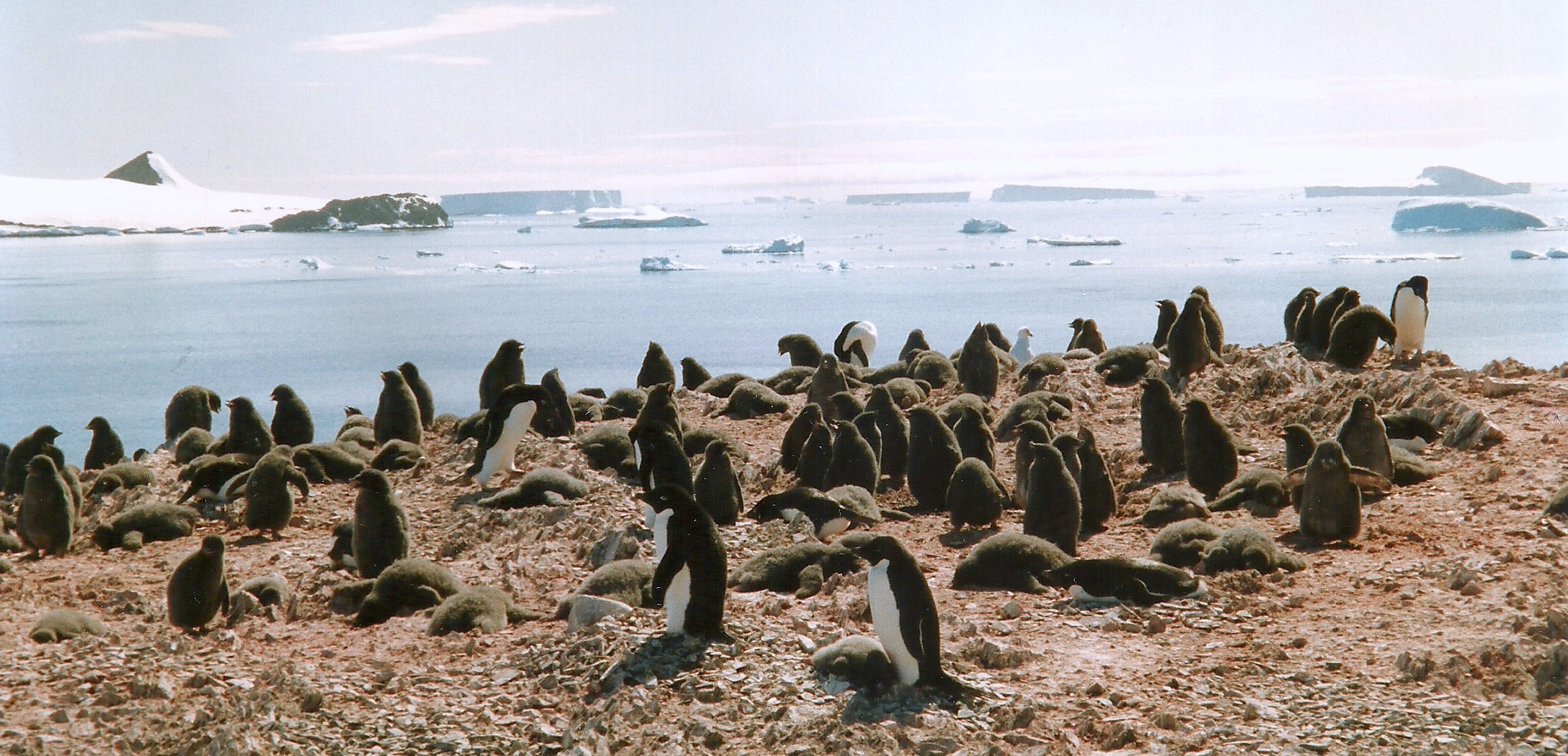
Kolonia pingwinów cesarskich w sąsiedztwie argentyńskiej stacji Base Esperanza

W regionie Zatoki Nadziei znaleziono wiele skamieniałości roślin kopalnych, m.in. takie taksony jak Pachypteris, Nilssonia, Zamites czy Elatocladus. Liczne skamieniałości roślinne z okresu jury znajdują się na Mount Flora po południowo-wschodniej stronie zatoki; odkrył jej Johan Gunnar Andersson (1874–1960), szwedzki geolog i zastępca kierownika Szwedzkiej Wyprawy Antarktycznej, badający ten region w 1903 roku. Obszar Mount Flora (0,35 km²) ma status szczególnie chronionego obszaru Antarktyki w ramach Układu Antarktycznego (ang. Antarctic Specially Protected Area). 
Wschodnie wybrzeże Zatoki Nadziei jest ostoją ptaków IBA z uwagi na obecność licznej kolonii pingwinów cesarskich. W 1985 roku odnotowano tu ok. 123 859 par pingwinów cesarskich. Inne ptaki tu gniazdujące to: pingwiny białobrewe, wydrzyki brunatne, rybitwy antarktyczne, oceanniki żółtopłetwe, mewy południowe i pochwodzioby żółtodziobe.

## Historia
Zatoka została odkryta 15 stycznia 1902 roku przez Szwedzką Wyprawę Antarktyczną pod kierownictwem szwedzkiego geologa Otto Nordenskjölda (1869–1928), która w latach 1901–1904 badała Półwysep Antarktyczny. 
| Kamienna chata wzniesiona przez członków Szwedzkiej Wyprawy Antarktycznej |  |
|                                                                           |  |
| 1903 (z lewej strony); 2016 (z prawej strony)                             |  |

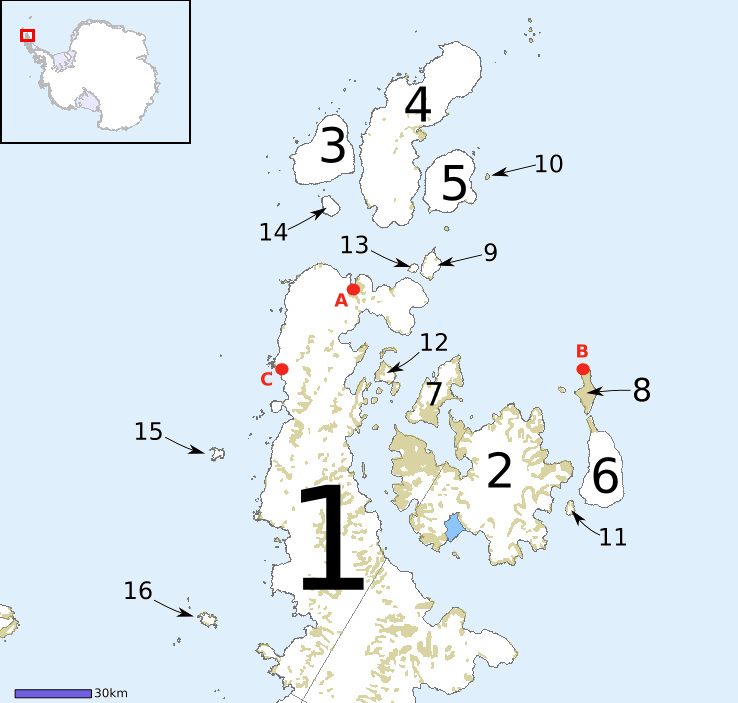
1 – Półwysep Antarktyczny; 2 – Wyspa Jamesa Rossa; 3 – D'Urville Island, 4 – Joinville Island; 5 – Dundee Island; 6 – Snow Hill Island; 7 Vega Island; 8 – Seymour Island; 9 – Andersson Island; 10 – Paulet Island; 11 – Lockyer Island; 12 – Eagle Island; 13 – Jonassen Island; 14 – Bransfield Island; 15 – Astrolabe Island; 16 – Tower Island; A – Zatoka Nadziei – stacje badawcze, B – stacja Marambio, C – stacja General Bernardo O’Higgins

Rok później trzech uczestników ekspedycji Johan Gunnar Andersson (1874–1960) – zastępca kierownika wyprawy, Samuel A. Duse (1873–1933) – kartograf i marynarz Toralf Grunden zmuszeni byli do przezimowania w zatoce, po tym jak nie udało im się dotrzeć do obozu zimowego na Snow Hill Island . Po zachodniej stronie Hut Cove wznieśli kamienną chatę i przebywali tam od 12 marca do 29 wrześni 1903 roku . Prymitywną chatę zadaszyli saniami i płachtami, wewnątrz rozbili namiot a podłoże wyłożyli skórami pingwinów. Przetrwali zimę w ciężkich warunkach, dzięki mięsu i tłuszczowi z 700 pingwinów. Andersson przeprowadził badania geologiczne i znalazł wiele skamieniałości, w tym 61 gatunków z okresu środkowej Jury. Zatokę nazwali Haabets Vig – Zatoką Nadziei . Pozostałości kamiennej chaty mają status historycznego miejsca w ramach Układu Antarktycznego (ang.  Historic Site or Monument). 
12 lutego 1945 roku na południe od Seal Point oddano do użytku brytyjską bazę antarktyczną nazywaną „Base D” lub „Hope Bay” . W tym samym roku zatoka została zmapowana . Baza została założona w ramach tajnej brytyjskiej ekspedycji wojskowej na Antarktydę – operacji Tabarin. Wcześniej w ramach tej operacji Brytyjczycy założyli bazy na Deception Island („Base B”) i w zatoce Port Lockroy („Base A”). Celem operacji było umocnienie brytyjskiej obecności w Antarktyce związane z działaniami II wojny światowej, wzmocnienie roszczeń terytorialnych w regionie i zbieranie danych meteorologicznych. 8 listopada 1948 roku główna chata bazy spłonęła w pożarze, w którym zginęło dwoje ludzi . Baza została ewakuowana 4 lutego 1949 roku . 
14 lutego 1952 roku, ok. 500 m od bazy brytyjskiej oddano do użytku argentyńską bazę marynarki nazywaną „Destacamento Naval Esperanza” lub „Esperanza”, która formalnie została otwarta 31 marca . W bazie brytyjskiej wzniesiono nową chatę i stacja brytyjska została otwarta ponownie 4 lutego 1952 roku . Z otwarciem związany był incydent – Argentyńczycy, by zapobiec ponownemu otwarciu bazy brytyjskiej poprzez zablokowanie dostawy sprzętu i zapasów, oddali strzały z broni maszynowej nad głowami Brytyjczyków, którzy zmuszeni byli do powrotu na statek. Sprawa została rozwiązana przez porozumienie stron o nieingerowaniu w działalność stacji drugiej strony, a sam incydent został wytłumaczony przekroczeniem instrukcji przez dowódcę bazy argentyńskiej. Incydent w Zatoce Nadziei był jedynym odnotowanym przypadkiem tego typu (ang. shots fired in anger) na terenie Antarktydy.
W 1952 roku Brytyjczycy przeprowadzili badania hydrograficzne zatoki ze statku . 
W latach 1953–1954 obok bazy marynarki, Argentyna wybudowała nową bazę wojskową, która została otwarta 4 marca 1954 roku . 
W latach 1954–1956 kolejne badania zatoki przeprowadziła Falkland Islands Dependencies Survey .  
W grudniu 1956 roku Argentyńczycy wycofali żołnierzy marynarki . W październiku 1958 roku dawne baraki marynarki argentyńskiej strawił pożar . Baza brytyjska została ewakuowana 13 lutego 1964 roku .  
8 grudnia 1997 roku stacja brytyjska została przekazana Urugwajowi i przemianowana na Estación científica antártica Ruperto Elichiribehety (ECARE).

## Stacje badawcze
W Zatoce Nadziei funkcjonują dwie antarktyczne stacje badawcze:
- Base Esperanza – całoroczna stacja argentyńska, gdzie może przebywać ok. 90 osób[2]
- Ruperto Elichiribehety – letnia stacja urugwajska, gdzie może przebywać 10 osób[2]

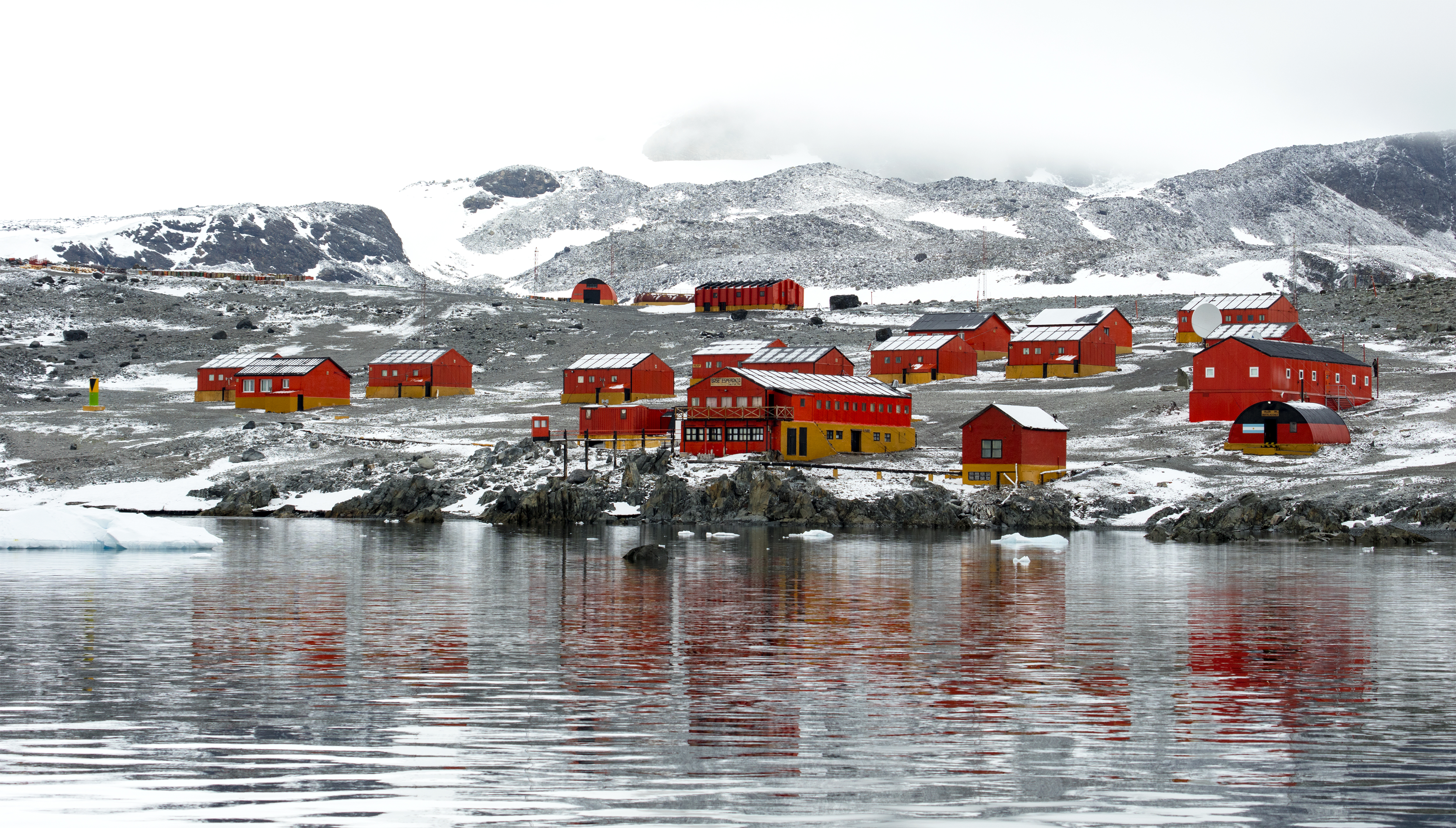
Argentyńska stacja antarktyczna Base Esperanza, 2016
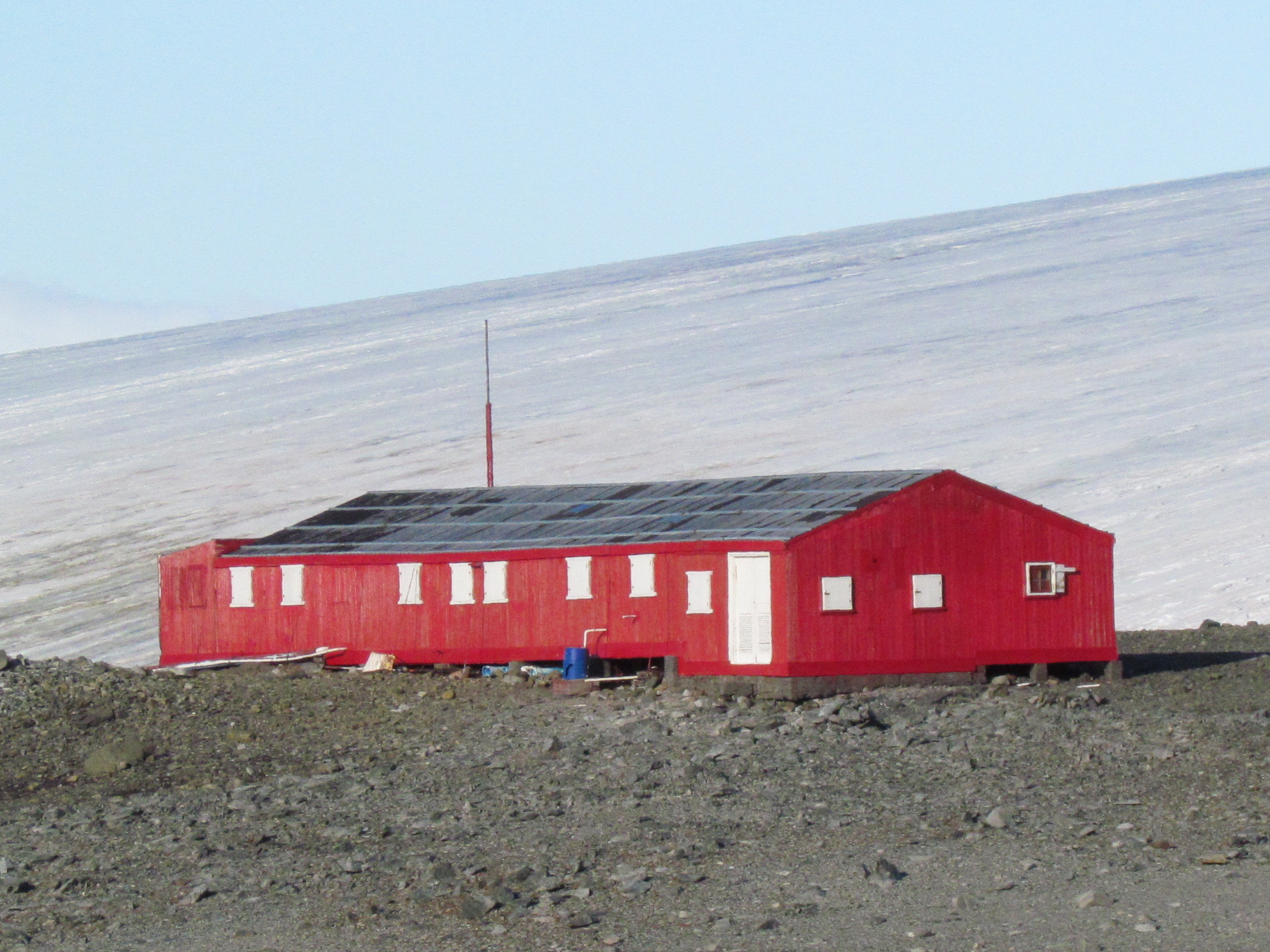
Urugwajska stacja antarktyczna Ruperto Elichiribehety, 2011